# Боддин
Боддин (нем. Boddin) — община в Германии, в земле Мекленбург-Передняя Померания.
Входит в состав района Гюстров. Подчиняется управлению Гнойен. Население составляет 358 человек (2009); в 2003 году — 437. Занимает площадь 23,61 км².